# Американські атеїсти
Американські атеїсти — неприбуткова організація в США, створена Мадаліною Мюррей О'Гейр в 1963-му. Захищає свободи атеїстів, виступає за відокремлення церкви від держави. Видає щоквартальний журнал «American Atheist Magazine», друкує книги, утримує цілодобове телевізійне мовлення, готує лекторів для різних аудиторій.

## Історія
Створення організації почалося зі згуртування однодумців у 1959 році зі свого найближчого сімейного оточення цієї письменниці. До 1963 року організація розширилися настільки, що в загальнодержавному масштабі вона була зареєстрована під назвою «Американські атеїсти» («American Atheists»).
Мадаліна Мюрей О'Гейр — одна з найвизначніших, найвідоміших і найвпливовіших жінок США усієї другої половини 20-го століття.
Проста жінка з великою прихильністю до своєї сім'ї, вільнодумна, в 1959 році наважилася запротестувати проти того, що її дитину в державній школі привчають до молитов і намагаються зробити віруючим. Після її публічних в масштабі міста, а потім і в масштабах штату, протестів, виявилося, що в державних школах і за державний рахунок привчають до релігії також учнів з сімей інших релігій і поглядів. У країні поступово набирав сили і виник потужний громадський рух на захист свободи совісті.
У 1962 році Верховний суд прийняв до провадження справу «Мюррей проти Карлетто», яка починалася словами: «Звертаються до Верховного Суду атеїсти, спосіб життя яких полягає в наступному. Замість Бога атеїсти поважають самих себе і інших людей. Атеїсти вважають, що ідеал Царства Небесного є чимось таким, що його треба будувати зараз і тут, на землі, на радість всім людям. Атеїсти вважають, що їм від молитов немає ніякого толку і що в своїй діяльності вони повинні виходити зі своїх внутрішніх переконань і ставитися до життя відповідально, боротися за нього, зважати на його природні закони, і насолоджуватися ним. Атеїсти вважають, що тільки адекватне пізнання природи, суспільства, самого себе і оточуючих тебе людей допомагає наповнювати наше життя змістовним сенсом».
Після довгого і публічного, на всю країну, розгляду Верховний суд заборонив найменші спроби релігійного виховання в школі, наказав вилучити з навчальних програм і бібліотек релігійні книги, скасував молитви і присутність культових предметів в державних навчальних закладах, оскільки все це в тій чи іншій мірі веде до обмеження свободи громадян і суперечить Першій Поправці до Конституції США: «Конгрес не повинен видавати закони, що встановлюють будь-яку релігію або забороняють її вільне віросповідання, або обмежують свободу слова і друку».
Мадаліна Мюррей вперше і на загальнодержавному рівні домоглася визнання атеїзму складовою і невід'ємною духовною частиною американського способу життя.
Вимоги атеїстів у США активно підтримуються і самими віруючими участю в організовуваних мітингах і протестах. В 1993 році з подачі президента Клінтона Конгрес США прийняв закон під назвою «Акт Відновлення Свободи Релігії» (Religious Freedom Restoration Act -RFRA), який, практично, повернув релігію в школи, критику релігії визнав незаконною. У відповідь на такі дії адміністрації Клінтона і Конгресу США Мадаліна Мюррей зі своїми однодумцями створили організацію «Свобода від релігійного фундаменталізму» («Freedom from Religion Foundation», FFRF), керівниками якої стали Анна Лур'є (Annie Laurie) і Ден Баркер (Dan Barker). Під тиском цієї організації в 1995 році Верховний Суд США визнав Акт Відновлення Свободи Релігії антиконституційним і скасував усі постанови і рішення офіційної влади.

## Президенти
- Медалін Мюррей О'Гейр, 1963—1986;
- Джон Мюррей, 1986—1995;
- Елен Джонсон, 1995—2008;
- Франк Зіндлер, 2008;
- Ед Букнер, 2008—2010;
- Девід Сільверман, 2010—2018;
- Нік Фіш, 2018—2020.

## Судові справи
Організація «Американські атеїсти» виграла багато важливих судових позовів, пов'язаних з відокремленням церкви від держави:
- Мюррей проти Керлетта, 1963. Заборона читання біблії та молитви в державних школах штату Меріленд.
- Мюррей проти Сполучених Штатів Америки, 1964. Рівність атеїстів із релігійними організаціями, відповідно до Доктрини справедливості, створеної Федеральною комісією зв'язку.
- Мюррей проти Ніксона, 1970. Оскарження щотижневих релігійних служб у Білому домі.
- О'Гейр проти Пейна, 1971. Оскарження вимоги НАСА щодо читання біблії космонавтами під час космічного польоту.
- О'Гейр проти Кука, 1977. Оскарження читання молитви міською владою Остіна перед публічними засіданнями.
- О'Гейр проти Блюменталь, 1978. Вимога вилучити напис «У Бога, якому ми довіряємо» з валюти США.
- О'Гейр проти Хіл, 1978.  Зміни до конституції штату Техас, які скасували вимогу релігійности держслужбовців.
- О'Гейр проти Андруса, 1979. Оскарження використання національного парку для проведення римо-католицької меси в торговому центрі у Вашингтоні, округ Колумбія .
- О'Гейр проти Клементс, 1980. Оскарження законодавства Техасу щодо відображення сцени Різдва в ротондах столичної будівлі в Остіні.
- Демонтаж сталевих хрестів на шосе Юти, 2005.
- American Atheists, Марк Батлер проти міста Джексонвілл, штат Флорида, 2006. Фінансування містом «Дня віри».
- Позов проти державних шкіл у Гардесті, штат Оклахома, 2006.
- American Atheists, Лон Бевілл, проти міста Старк, штат Флорида, 2007.
- American Atheists Inc., Едвін Кагін, проти Управління внутрішньої безпеки Кентуккі, 2009.
- Американські атеїсти проти портової адміністрації, 2011. Позов проти розміщення сталевих балок хрестоподібної форми, що називається «хрест Всесвітнього торгового центру» в Національному меморіалі та музеї 11 вересня.

Офіційний сайт організації https://www.atheists.org/ [Архівовано 25 квітня 2020 у Wayback Machine.]